# Dorothy Shirleyová
Dorothy Ada Shirleyová (* 15. května 1939 Manchester, Anglie) je bývalá britská atletka, stříbrná olympijská medailistka ve skoku do výšky z roku 1960.

## Sportovní kariéra

### Olympijské hry
Dvakrát reprezentovala na Letních olympijských hrách. Poprvé startovala na olympiádě v Římě v roce 1960. V kvalifikaci obsadila čtvrté místo a postoupila do patnáctičlenného finále. V něm zahajovala na výšce 160 cm a následně uspěla napoprvé i na výškách 165, 168 a 171 cm. Stejně se dařilo i polské výškařce Jarosławě Jóźwiakowské. Obě nakonec shodně neuspěly na výšce 174 cm a podělily se o stříbrnou medaili. Olympijskou vítězkou se stala Rumunka Jolanda Balaşová, jež skočila o 14 centimetrů výše a výkonem 185 cm stanovila nový olympijský rekord.
Na Letních olympijských hrách v Ciudad de México v roce 1968 nepostoupila z kvalifikace, když třetím pokusem překonala 168 cm. Kvalifikační limit byl 174 cm.

### Mistrovství Evropy
Čtyřikrát se zúčastnila evropského šampionátu v atletice. Na svém prvním ME ve švédském Stockholmu v roce 1958 dokázala vybojovat bronzovou medaili (167 cm). O čtyři roky později na evropském šampionátu v Bělehradě skončila těsně pod stupni vítězů, na 4. místě (167 cm). V roce 1966 se konalo Mistrovství Evropy v Budapešti, kde ve finále obsadila 8. místo. Na následujícím kontinentálním šampionátu v Athénách v roce 1969 skončila na 11. místě.

### Ostatní úspěchy
Čtyřikrát startovala na Hrách Commonwealthu (1958, 1962, 1966, 1970). Největšího úspěchu dosáhla v roce 1966, kdy se hry konaly v Kingstonu na Jamajce. Pro Anglii zde vybojovavala výkonem 170 cm stříbrnou medaili. Zlato získala stříbrná olympijská medailistka z her v Tokiu 1964 Michele Brownová, jež překonala 173 cm. Blízko medaile byla již v roce 1958, kdy Hry Commonwealthu hostil velšský Cardiff. Ve finále překonala 165 cm stejně jako Australanka Helen Frithová. Ta však měla lepší technický zápis a vybojovala bronz, Shirleyová skončila čtvrtá. Na Hrách Commonwealthu 1970 ve skotském Edinburghu obsadila ve skoku do výšky 6. místo.